# Lodewijk René Eduard de Rohan
Lodewijk René Eduard de Rohan (Frans: Louis René Édouard, Cardinal de Rohan), prins van Guéméné (Parijs, 25 september 1734 – Ettenheim, 17 februari 1803) was kardinaal en prins-bisschop van Straatsburg van 1779 tot 1803.

## Biografie
Hij studeerde canoniek en civiel recht in het Collège du Plessis, en in 1743 werd hij kanunnik te Straatsburg. In 1759 verkoos het kapittel Lodewijk tot coadjutor van de bisschop van Straatsburg, Lodewijk Caesar Constantijn van Rohan-Guéméné, die zijn oom was. Hij werd door Christophe de Beaumont tot bisschop gewijd, en werd titulair bisschop van Canopus. In 1761 werd hij lid van de Académie française.
Van 1772 tot 1774 was Lodewijk de Rohan ambassadeur in Wenen, maar zijn rol als diplomaat bleek geen succes. Hij werd op aandringen van keizerin Maria Theresia teruggeroepen, vanwege zijn weinig stichtelijke levenswijze en omdat hij geruchten over haar dochter Marie Antoinette verspreidde.
Terug in Parijs, waar hij niet met open armen werd ontvangen, kon men vanwege zijn familienaam niet om hem heen en in 1777 werd hij benoemd tot grootaalmoezenier.
In 1778 werd hij door paus Pius VI tot kardinaal en grootaalmoezenier benoemd en een jaar later volgde hij zijn oom op als bisschop van Straatsburg, een ambt dat al sinds 1704 door leden van de familie Rohan werd bekleed. Hij werd in 1779 tevens abt van Noirmoutier en La Chaise-Dieu.
Als kardinaal probeerde hij in de gunst te komen van koningin Marie-Antoinette. Dit leidde tot de diamanten halssnoer-affaire, een van de aanleidingen van de Franse Revolutie. Hiervoor werd hij door het parlement van Parijs vrijgesproken, mede door zijn populariteit onder het volk, maar hij moest het ambt van grootaalmoezenier neerleggen en zich terugtrekken in de abdij van La Chaise-Dieu.

### Franse Revolutie
Al snel mocht hij weer terugkeren naar Straatsburg en in 1789 werd hij door de Eerste Stand (geestelijkheid) gekozen in de Staten-Generaal. In eerste instantie weigerde hij, maar toen de Staten-Generaal veranderden in de Nationale Vergadering accepteerde hij alsnog. 

### Ettenheim
Hij weigerde echter in 1791 trouw te zweren aan de nieuwe grondwet en trok zich terug in Ettenheim, het Duitse deel van zijn aartsbisdom. Hier bleef hij uit de greep van de revolutionairen, die "Kardinaal Collier" nog lang niet waren vergeten. Bij de Vrede van Lunéville in 1801 verloor hij het Franse gedeelte van zijn bisdom, bij de secularisatie in de Reichsdeputationshauptschluss in 1803 verloor hij de wereldlijke macht over het Duitse gedeelte.
De eens zo machtige prins-kardinaal Lodewijk van Rohan stierf in 1803 in een eenvoudig huis. De griep werd hem fataal en hij werd bijgezet in de St. Bartholomäuskerk van Ettenheim. In deze kerk staat nog steeds zijn troon, met wapenschild. De kardinaal beïnvloedde de culturele ontwikkeling van deze stad. Zijn laatste levensjaren in Ettenheim vormde een schril contrast met de luxe en praal van het Franse Hof en het Aartsbisschoppelijke Hof van Straatsburg. Er werd een straat naar de kardinaal vernoemd.

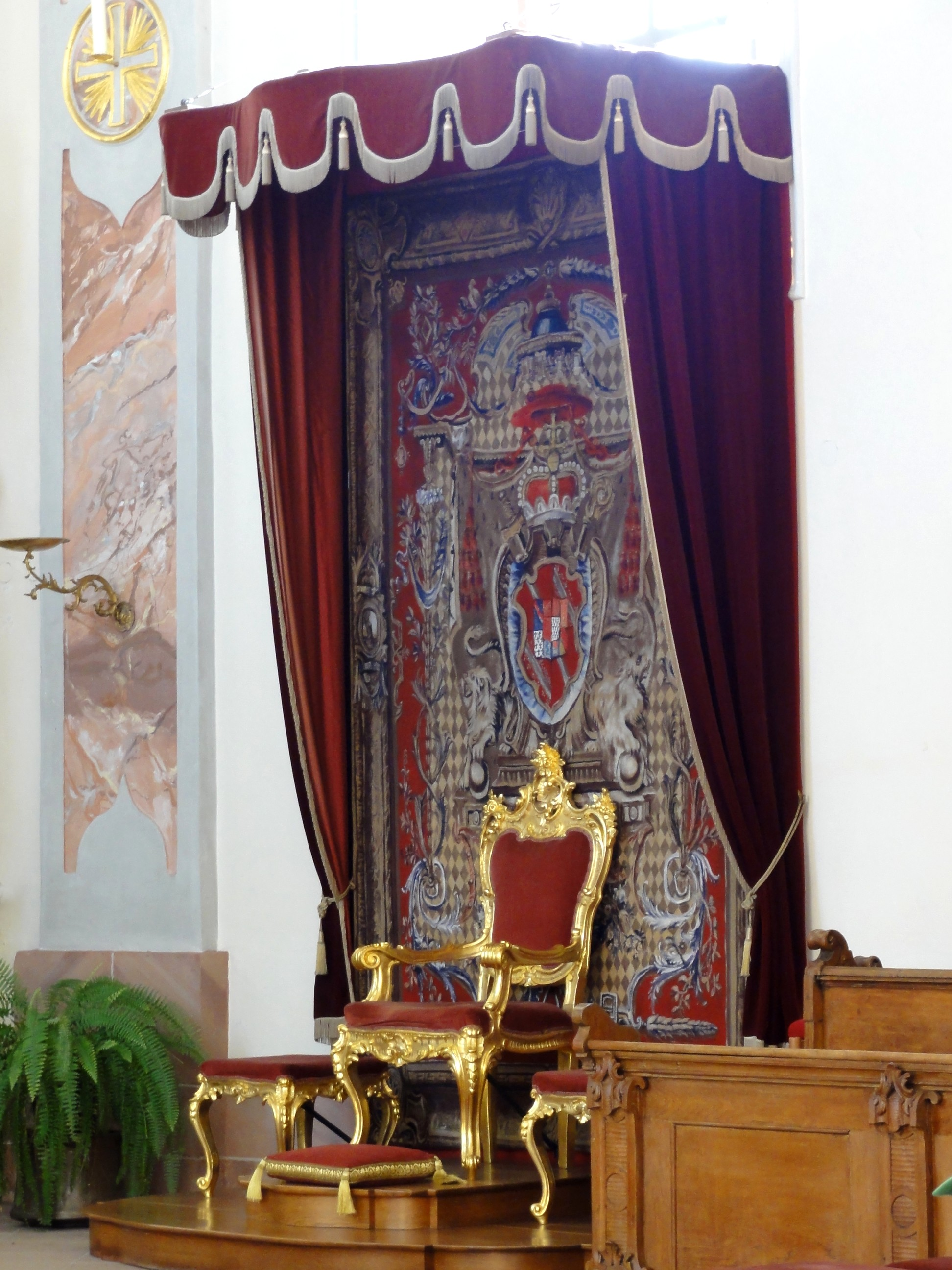
Troon met wapenschild
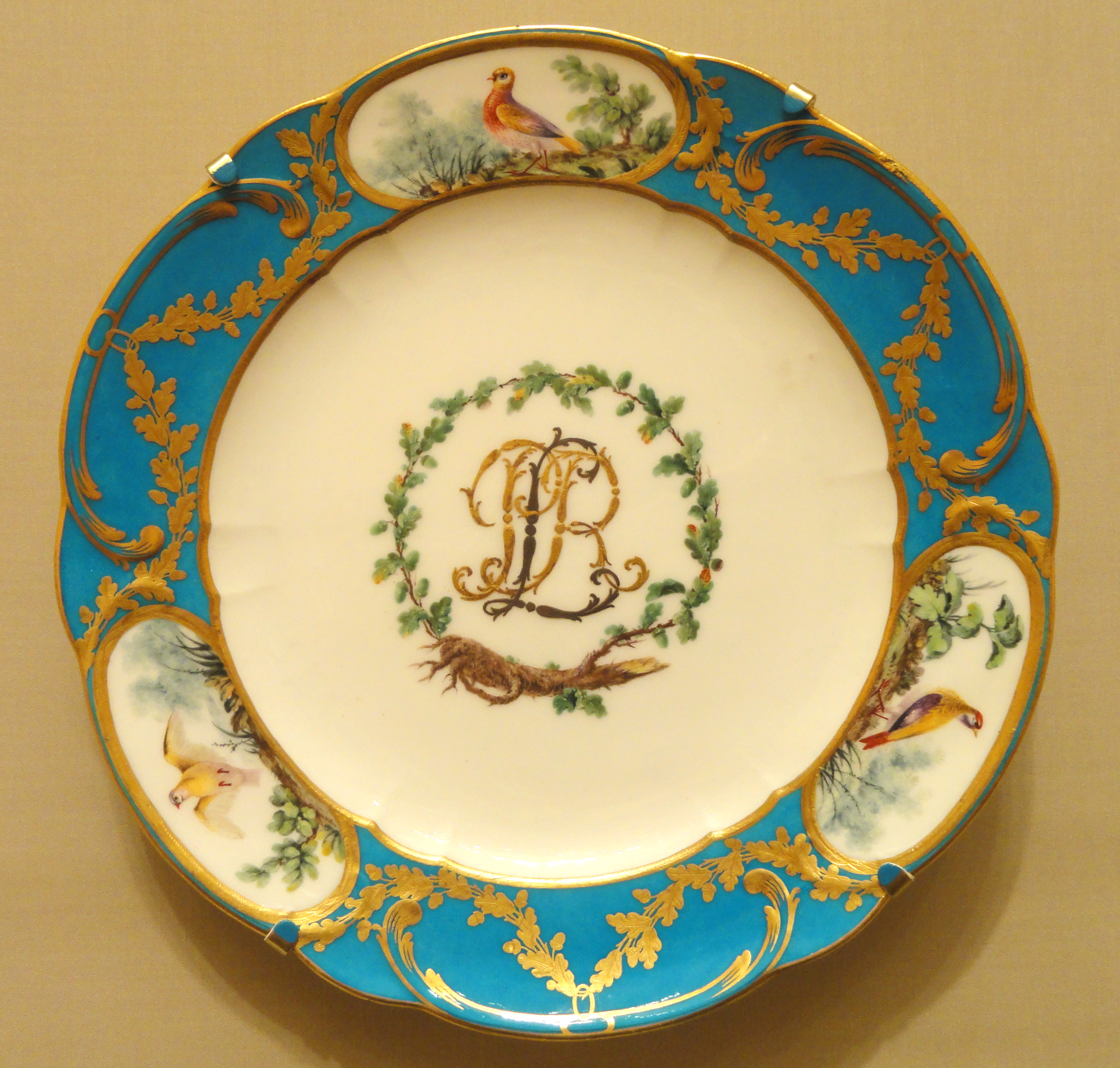
Servies van Lodewijk de Rohan

- Biblioteca Nacional de España: XX1698387
- Bibliothèque nationale de France: cb12529565v (data)
- Catàleg d'autoritats de noms i títols de Catalunya: 981058511045106706
- Gemeinsame Normdatei: 118602160
- International Standard Name Identifier: 0000 0001 2133 776X
- Library of Congress Control Number: n86074257
- Nationale Bibliotheek van Tsjechië: mzk2009533663
- Nationale Bibliotheek van Israël: 987007282978505171
- Nationale Bibliotheek van Polen: a0000003655294
- Nederlandse Thesaurus van Auteursnamen: 071486313
- Système universitaire de documentation: 028953932
- Trove: 1492671
- Virtual International Authority File: 54904154
- WorldCat: E39PBJm9ctrdBQKyGDFqq6x7HC